# Antonella Marino
Antonella Marino (Bari, 9 marzo 1961) è una giornalista e critica d'arte italiana.

## Biografia
Figlia di Michela Giacovazzo e Pietro Marino. Laureata in Lettere con indirizzo storico artistico all’Università degli Studi di Bari Aldo Moro, si specializza in Storia dell’Arte all’Università degli studi di Urbino Carlo Bo. Insegna “Storia dell’Arte contemporanea” e "Ultime tendenze" all'Accademia di belle arti di Bari da anni dove è Direttore del Dipartimento di Arti Visive.
Dal 2012 al 2016 si è occupata del sito del Premio Lum come responsabile editoriale.
Scrive come giornalista pubblicista per l'edizione pugliese del quotidiano La Repubblica nella sezione arte. Collabora inoltre con riviste nazionali di arte contemporanea come Segno e Flash Art.
Tra i numerosi testi per cataloghi e pubblicazioni, ha scritto i volumi L'arte e la macchina e La pittura di paesaggio in Puglia (Edipuglia, Bari) e, con Maria Vinella Keywords - Decalogo per una formazione all'arte contemporanea (FrancoAngeli, Milano 2016) e Coltivare l'arte. Educazione Natura Agricoltura (FrancoAngeli, Milano 2018).
Nel 2019 ha il scritto il saggio “Rovescia tutto:" Chiara Fumai all'interno del volume a cura di Tommaso Casini e Laura Lombardi: The Gentle Art of Fake (SilvanaEditoriale, Milano 2019)

## Mostre
Altrettanto proficua è l'attività come curatore di mostre personali e collettive in collaborazione con gallerie private ed enti pubblici. Le più importanti rassegne critiche:
- Ter-invito italiano alla giovane critica (a cura di Achille Bonito Oliva), Termoli, 1992
- Pino Pascali a Polignano, Palazzo S. Giuseppe, Polignano a Mare (Ba), agosto 1993
- Marchio di fabbrica, Tecnopolis Csata Novus Ortus, Valenzano (Ba), febbraio 1994
- Videoteca ’94, Galleria Bonomo, Bari, 1994
- Bari Video He-Art, Galleria Bonomo, Bari, giugno 1995.
- Riciclarte, Tecnopolis Csata Novus Ortus, Valenzano (Ba), maggio 1995
- Ortona Video He-Art, Palazzo Farnese, Ortona (CH), settembre 1995
- Virtual Light - Nuove frontiere nella comunicazione e nell’arte, Palazzo Fizzarotti, Bari, marzo 1996
- Peradesso, Rolling Stones, Matera, dicembre 1997
- Installazioni, video, performances, in Materarreda, Sassi di Matera, luglio 1998
- Il primo Pascali: una mappa pugliese, sezione speciale della retrospettiva L’isola di Pascali, a cura di Achille Bonito Oliva e Pietro Marino, Palazzo Pascali, Polignano a Mare (Ba), ottobre 1998
- Atlante - geografia e storia della giovane arte italiana (sezione Puglia), Sassari, Aprile 1999 (a cura di Giancarlo Politi)
- Soggetto Plurale, Museo Nuova Era, Bari, giugno 1999
- Il Mare, Sala dei Templari, Molfetta (Ba), agosto 1999
- Noi.se, giovani artisti pugliesi, Castello di Barletta, aprile 2000
- Experimenta 2000, Sezione arti visive, Alberobello, agosto 2000
- Ultim’ora, Art&Maggio, Sala Murat, Bari, 2001
- Tracking - 10 videoartisti italiani, Museo Nuova Era, Bari 2002
- Gemine Muse 1[4] (in collaborazione con il GAI di Torino), Museo storico, Bari dicembre 2002
- Corporarte, Collezioni in azienda, Matera (Calia Italia), Bari (Pastificio Ambra), Mottola (De Carlo Infissi), Acquaviva (Impresa Valore), luglio 2003-gennaio 2004 (progetto vincitore del Premio Guggenheim Impresa e Cultura 2003)
- Gemine Muse 2, Museo diocesano, Bari novembre 2003
- GAP - giovani artisti pugliesi[5], Sala Murat e sedi varie, Bari aprile 2004 (con Marilena Di Tursi e Lia De Venere)
- Mondi a parte - Tra fantascienza, favola, surrealtà, Mavù, Locorotondo-Ba, giugno-settembre 2004
- Corridoio 8, residenza con sei giovani artisti balcanici, Mavù,Locorotondo - Ba, luglio-agosto 2004.
- INvideo, rassegna video, Momarth, Matera, novembre 2004
- Gemine Muse 3, Pinacoteca provinciale, Bari, novembre 2004 -febbraio 2005
- Filmstock- rassegna video internazionale, Mavù, Locorotondo - Ba, giugno-settembre 2005
- Corporarte, Collezioni in azienda, II edizione. Matera (Calia Italia); Acquaviva (Impresa Valore); Terlizzi (Fantini-Scianatico); ottobre/dicembre 2005-maggio 2006.
- GAP - giovani artisti pugliesi, II edizione, Sala Murat, Aeroporto, Stazione, Porto, Questura, Bari, settembre-ottobre 2006
- Primo Scalo - Sei personali di giovani artisti d’area ionica; ottobre, novembre, dicembre 2006 e gennaio, febbraio, marzo 2007. Collettiva finale maggio 2007. Spazio Giovani della Provincia di Taranto, Taranto.
- Barilonga, workshop col collettivo Stalker, novembre 2006. Mostra e convegno Acquario provinciale di Bari, gennaio 2007
- Zone di contatto, collettiva di artisti stranieri in Puglia, Galleria SPA, Andria, aprile 2007
- Gemine Muse 4, Biblioteca nazionale, Cittadella della cultura, Bari, maggio-luglio 2007
- Vito Capone, installazione site specific, Castello di Lucera, ottobre 2007
- Pietro Coletta, mostra personale e scultura permanente, Ex Pretura, Noci, novembre 2007
- Biennale dei Giovani artisti del Mediterraneo (curatela sezione Arti visive, con Marilena Di Tursi), maggio 2008
- GAP - giovani artisti pugliesi, III edizione, Sala Murat. Fortino di Sant’Antonio, Bari, ottobre-novembre 2008
- Gemine Muse 5, Camera di Commercio Bari, aprile - giugno 2009
- Premio Lum I edizione (comitato curatori), Teatro Margherita, Bari maggio- settembre 2009.
- Gemine Muse 6, Palazzo Mincuzzi Bari, maggio-luglio 2010
- Premio Lum II edizione (coordinamento convegni) maggio 2010 - settembre 2011
- Il guardino segreto - opere dell’ultimo cinquantennio nelle collezioni baresi (in collaborazione con Lia De Venere), Santa Scolastica, Bari, gennaio - febbraio 2011
- Back Home, sei presenze pugliesi nel circuito internazionale[6] (in collaborazione con Marilena Di Tursi), Santa Scolastica, Bari, novembre-dicembre 2011
- Il giardino segreto - opere dell’ultimo cinquantennio nelle collezioni baresi (in collaborazione con Lia De Venere), Castello Svevo. Bari, gennaio-febbraio 2013
- Antonio Paradiso: Arte + Antropologia - Antropologia+ Arte, Fondazione Noesi Martina Franca, ottobre - dicembre 2014
- Educational management per l’arte contemporanea, ideazione e coordinamento progetto workshops per l’Accademia di Belle Arti di Bari, anno accademico 2014-2015
- Percorsi dell’arte come impegno sociale ideazione e coordinamento progetto workshops per l’Accademia di Belle Arti di Bari, anno accademico 2016/2017
- Drawing bad in the right way. Curatela mostra di Vittorino Curci Momart Gallery, Matera 2017
- Doppio Senso, curatela mostra di Angelica Intini e Daniela Zaccaria, galleria SPAAACE Noci, luglio-agosto 2019
- Omaggio a Chiara Fumai, Teatro Margherita Bari, febbraio - marzo 2020